# Ловель, Сантьяго
Сантьяго Альберто Ловель-старший (исп. Santiago Alberto Lovell, Sr., 23 апреля 1912 года, Буэнос-Айрес, Аргентина — 17 марта 1966 года, Буэнос-Айрес, Аргентина) — аргентинский боксёр. На Олимпийских играх 1932 года в Лос-Анджелесе завоевал золотую медаль в тяжелом весе. Старший брат Гильермо Ловеля, завоевавшего серебряную медаль в боксе в тяжелом весе на Олимпийских играх 1936 года в Берлине. Отец Сантьяго Ловеля-младшего, который также представлял Аргентину на Олимпийских играх 1964 года в Токио.

С 1934 по 1951 год выступал в профессионалах.